# 243 г. пр.н.е.
243 (двеста четиридесет и трета) година преди новата ера (пр.н.е.) е година от доюлианския (Помпилийски) римски календар.

## Събития

### В Римската република
- Консули са Гай Фунданий Фундул и Гай Сулпиций Гал.
- Римляните започват да строят нов голям флот от квинквиреми, с които да се справят с картагенската морска заплаха. Граждани се сдружават, за да наберат средства, които дават на заем с тази цел на държавата и са построени около 200 кораби.[1]

### В Гърция
- Арат Сикионски е избран втори път за стратег на Ахейския съюз.[2]
- През лятото Арат превзема с изненада Коринт от македонците, след което към Ахейския съюз се присъединяват Мегара, Трезен и Епидавър.[2]
- След тези придобивки Ахейският съюз контролира около 5500 кв. км територии, което го превръща в значима сила в Южна Гърция.[3] Ахейците назначават Птолемей III за хегемон на съюза, което остава вероятно единствено почетна титла, но и такава изразяваща благодарност за минала помощ и очакване за бъдеща парична подкрепа.[3]
- Македонският цар Антигон II Гонат сключва съюзен договор с етолийците срещу ахейците и за подялба на териториите им.[3]
- Етолийците сключват споразумение за подялба на Акарнания с царя на Епир Александър II.[3]
- Лисандър става ефор в Спарта.[2] Той се опитва да помогне на цар Агис IV да прокара реформите си.

### В Египет
- Птолемей III се завръща от Сирия, което позволява на селекидския цар Селевк II Калиник да овладее отново властта над своето царство. Тъй като той се завръща от походите си с голямо съкровище включително с египетски статуи и произведения на изкуството, отнесени преди близо два века от персийския цар Камбис II, които поставя по старите им места, Птолемей получава прозвището Евригет (Благодетел).

## Родени
- Селевк III Сотер, владетел от династията на Селевкидите (умрял 223 г. пр.н.е.)